# Spoorlijn Mülheim-Heißen - aansluiting Schönebeck
De spoorlijn Mülheim-Heißen - aansluiting Schönebeck was een Duitse spoorlijn en was als spoorlijn 2182 onder beheer van DB Netze.

## Geschiedenis
Het traject werd door de Rheinische Eisenbahn-Gesellschaft geopend op 1 december 1872. Op 1 mei 1969 werd het traject gesloten.

## Aansluitingen
In de volgende plaatsen was er een aansluiting op de volgende spoorlijnen:
Mülheim (Ruhr)-Heißen
DB 40, spoorlijn tussen Mülheim-Heißen en de aansluiting Heißen
DB 2180, spoorlijn tussen Mülheim-Heißen en Altendorf
DB 2181, spoorlijn tussen Mülheim-Heißen en Essen West
DB 2300, spoorlijn tussen Duisburg-Ruhrort en Essen
DB 2505, spoorlijn tussen Krefeld en Bochum
aansluiting Schönebeck
DB 2280, spoorlijn tussen aansluiting Walzwerk en Essen West